# Lophiosphaerella euryae
Lophiosphaerella euryae är en svampart som först beskrevs av Hans Sydow, och fick sitt nu gällande namn av Kanesuke Hara 1948. Lophiosphaerella euryae ingår i släktet Lophiosphaerella, klassen Dothideomycetes, divisionen sporsäcksvampar och riket svampar.   Inga underarter finns listade i Catalogue of Life.